# Orlando Arriagada
Pour les articles homonymes, voir Arriagada.
Orlando Arriagada, né dans la ville de Curicó, est un producteur québécois d'origine chilienne.

## Biographie
Fondateur de la maison de production Pimiento en 2007, il produit essentiellement des documentaires pour la télévision. Il a produit plus d'une trentaine de documentaires qui se penchent tant sur les nouvelles réalités et tangentes qu’emprunte la société québécoise, que sur des sujets chauds à l’international. En 2009, il produit notamment Pachamama, cuisine des Premières nations, série documentaire en français sur la gastronomie des Premières Nations du Québec et de l'Ontario, diffusée sur le Réseau de télévision des peuples autochtones (APTN). Il est également le producteur de Drôles de cultures, une série de 50 miniséquences, soutenue par le ministère du Patrimoine canadien et diffusée sur TV5, sur les différentes facettes de l'immigration au Québec. En 2011, il produit la première saison d’Amérikologie, diffusée par TV5 également, qui présente des êtres d’exception ayant trouvé des solutions uniques à des problèmes environnementaux et sociaux que plusieurs croyaient insolubles. 
En plus d'être producteur, Orlando Arriagfada agit à titre de réalisateur pour les deuxièmes et troisièmes saisons d’Amérikologie, Derrière le miracle, portant sur le sauvetage médiatisé de trente-trois mineurs chiliens, Miss inc., qui s’intéresse à l’industrie de la beauté au Venezuela et Les soldats de Jésus, qui trace le portrait du mouvement évangélique au Québec. Orlando plonge également dans l’édition avec Pachamama, le livre, publié sous la bannière des Éditions du Boréal, qui s’est écoulé à plus de 5 000 exemplaires. 
Finalement, c’est à titre de producteur web qu'Orlando fonde l’atelier Rocoto à l’intérieur du Groupe Pimiento, qui développe des projets multiplateformes et convergents, des contenus documentaires, magazines et style de vie.
Il est récompensé en 2009 du prix Gémeaux de la diversité pour La Couleur du temps, un documentaire qui met en lumière et donne la parole aux jeunes Québécois d'origine haïtienne. En 2010, il reçoit la médaille d’or dans le concours de livres culinaires canadien pour Pachamama, le livre, ainsi que le prix La Mazille – International. En 2011, le documentaire Bull’s eye, un peintre à l’affût gagne le prix Tremplin pour le monde ARTV et en 2012, le documentaire Le chant de la brousse obtient le prix ACIC/ONF de la meilleure production indépendante, en plus d'Amérikologie et sa plateforme numérique qui remportent les prix CIRTEF et le Prix Numix.

## Filmographie
- Amérikologie Spécial Brésil (2014) TV5 Québec Canada. Producteur et réalisateur.
- Adrénaline (2013) APTN. Producteur.
- Amérikologie 2 (2013) TV5 Québec Canada. Producteur et réalisateur.
- Miss inc. (2012) ICI RDI / ICI Radio-Canada. Producteur et réalisateur.
- Les soldats de Jésus (2012) ICI RDI / ICI Radio-Canada. Producteur et réalisateur.
- Pachamama Express (2012) APTN. Producteur.
- L’autre Mari (2012) ICI RDI / ICI Radio-Canada. Producteur.
- Les derniers pèlerins (2012) Canal D. Producteur.
- Le chant de la brousse (2011) Canal D. Producteur.
- Amérikologie (2011) TV5 Québec Canada. Producteur.
- Derrière le miracle (2011) ICI RDI / ICI Radio-Canada. Producteur et réalisateur.
- Pachamama 2 (2010) APTN. Producteur.
- Bull's eye, un peintre à l'affût (2010). ARTV / Cinéma Parallèle / Cinéma Le Clap. Producteur.
- Drôles de cultures (2010) TV5 Québec Canada. Producteur.
- Baklava Blues (2009) ICI RDI] / ICI Radio-Canada. Producteur.
- Afrikologie (2009) TV5 Québec Canada. Producteur.
- Pachamama - cuisine des Première Nations (2009) APTN / TFO. Producteur.
- Seules (2008) TV5 Québec Canada / Télé-Québec. Producteur.
- La Couleur du temps (2008) Canal D. Producteur.
- Daniel Pilon - Biographie (2008) Canal D. Producteur.
- Angèle Coutu - Biographie (2008) Canal D. Producteur.